# Pero curvifera
Pero curvifera är en fjärilsart som beskrevs av Paul Dognin 1914. Pero curvifera ingår i släktet Pero och familjen mätare. Inga underarter finns listade i Catalogue of Life.